# (6972) Helvetius
(6972) Helvetius ist ein Asteroid des Hauptgürtels, der am 4. April 1992 vom belgischen Astronomen Eric Walter Elst am La-Silla-Observatorium der Europäischen Südsternwarte (IAU-Code 809) entdeckt wurde.
Der Asteroid wurde nach dem französischen Philosophen des Sensualismus und Materialismus der Aufklärung Claude Adrien Helvétius (1715–1771) benannt, der früh von den Aufklärern Fontenelle und Voltaire geprägt wurde und später stark von John Locke beeinflusst war.